# Кажирово
Кажирово — село в Вохомском районе Костромской области Российской Федерации, входит в состав Петрецовского сельского поселения.

## История
В XIV—XV вв. север нынешней России входил в состав Новгородской республики. Николо-Корельский монастырь под Архангельском разорили шведы, и часть его монахов перешла на реку Ветлугу, основав у устья Якшанги новый Карельский монастырь. В то время в Новгороде правила Марфа Посадница, в 1470 году давшая монастырю дарственную грамоту. «Се яз Марфа вдова, Исака Андреевича жена, Великого Новгорода посадница, даю в дом Миколы Чудотворца к святому Спасу в монастырь Корельский на Якшанге, что у реки Ветлуги игумену Макарию и старцам вотчину свою, на Ветлуге реке ловища рыбы и землю и воды и пожни и лес Черный Дикий от устья Якшанги до Чахломского халуя и на той земле деревни Корелы и Волынки с людьми и скотом и с животом». К концу XV — началу XVI века монастырь, предположительно, прекратил существование. В первой четверти XVII века его возобновил князь Ф. И. Мстиславский. Книга раздачи земель Мстиславского в 1659 году сообщает: «Да в Воздвиженском стану, вверх по Ветлуге реке на Черемисской стороне на Диком лесу Кожиров монастырь поставлен вновь, а на монастыре церковь, во имя Николая Можайского, древянна, а в ней и книги, и образы Уссысольского уезда приходца старца Игнатия, и по указу боярина князя Федора Ивановича Мстиславского, дана тому монастырю Дикого леса по реке Ветлуге и рыбных ловель».
В XVII веке обитель входил в состав Унженской осады Галичского уезда. В 1656 году упоминается храм «Николая чудотворца в Ветлужской волости в Воздвиженском стану что на Кожаре в монастыре». Согласно описанию храмов 1702 года: «Церковь Николая с трапезою древянна, на церкви клетка брусчатая, рублена в лапу, на клетке крест деревянный. Другая церковь во имя Богоявления, древянна с трапезою, рублена в угол, на церкви две главы окольчужены лемехом. Перед трапезою паперть, а перед ней рундук о двух сходах. На рундуке восемь столбов деревянных, на столбах шатрик. Под трапезою колокольня бревеная рублена, на ней шатрик и крест деревянный, да на колокольнице два колокола». Данному монастырю была приписана подмонастырная слобода починки Быстринские, располагавшаяся в 70 верстах выше по течению Ветлуги. В 1701 году в ней возведён храм Нерукотворного образа Спасителя. В 1764 году Кожирова-Николаевский мужской монастырь был упразднён, её храмы обращены в приходские
По данным за 1863 и 1911 годы имелся Николаевский (Богоявленский) храм, каменный, с каменной колокольнею. Возведён в 1836 году на средства прихожан. Имелась деревянная ограда. Кладбище располагалось за пределами селения, в полверсте, обнесённое деревянным забором. В храме было два престола: в холодной во имя святителя Николая Мирликийского, в теплой Богоявления Господня. Часовня в приходе была одна, на церковной площади
В советское время Николаевский храм былазакрыта и частично разобран. В 2002 году церковь восстановлена из руинизированного состояния. Один из приделов храма освятили в честь Царственных мучеников.

## Население
| 2008 | 2010 | 2014 |
| ---- | ---- | ---- |
| 70   | ↘57  | ↘54  |